# Amazonides babaulti
Amazonides babaulti là một loài bướm đêm trong họ Noctuidae.